# Felipe Garcia dos Prazeres
Felipe Garcia dos Prazeres (São Vicente, 10 de janeiro de 1988) é um futebolista brasileiro que atua como goleiro. Atualmente joga no ABC.

## Carreira

### Santos
Teve passagens pelas categorias de base da Seleção Brasileira, onde foi campeão do Sul-Americano Sub-17 em 2005.
Em 2006, Felipe foi promovido pelo técnico Vanderlei Luxemburgo à equipe principal do Santos. Nesse ano, foi campeão paulista na condição de terceiro goleiro. Realizou sua estreia como profissional no dia 6 de setembro, contra o Cruzeiro, em uma vitória por 1–0 na Vila Belmiro, válida pela Copa Sul-Americana. O jogador voltou a atuar no dia 10 de setembro, dessa vez pelo Campeonato Brasileiro, num empate por 1–1 contra o Fortaleza. Titular no jogo de volta da Sul-Americana contra a Raposa, Felipe pegou um pênalti no tempo normal, mas não conseguiu evitar a derrota por 1–0 no Mineirão. No entanto, o clube paulista venceu por 4–3 nos pênaltis.
Foi pego no fim de 2006 em um exame antidoping, com uma substância diurética agrotóxica (defensivo agrícola ou agroquímico que é usado para exterminar pragas ou doenças que causam danos às plantas), sendo cortado da Seleção Sub-20 no Campeonato Sul-Americano de 2007. Acabou sendo absolvido pelo uso involuntário desta.
Em 2007, fez parte do elenco do Santos que conquistou o Campeonato Paulista.
Mesmo não jogando bem em 2008, e falhando em vários jogos principalmente no clássico contra Palmeiras, Felipe despertou o interesse do Milan e do São Paulo. Posteriormente foi indicado pelo experiente goleiro Rogério Ceni para atuar pelo Tricolor Paulista.[carece de fontes?]

### Paraná
O tempo foi passando junto com a boa fase e Felipe perdeu a condição de goleiro reserva para Douglas. Depois, para ganhar experiência, foi emprestado duas vezes em 2009: primeiro ao Paraná e logo em seguida para a Portuguesa Santista.

### Retorno ao Santos
Por Fábio Costa ter se contundido outra vez, Felipe imediatamente voltou ao Santos. Com Vanderlei Luxemburgo como treinador, o jogador alternou entre altos e baixos; chegou a ser titular, mas novamente voltou ao posto de goleiro reserva.
Em 2010, foi titular durante toda a campanha do Peixe no Campeonato Paulista, consagrando-se campeão ao final do torneio. Felipe também participou de quase todos os jogos da Copa do Brasil em que o Santos foi campeão, ficando de fora apenas das finais contra o Vitória. Porém, devido à sucessão de falhas no clássico contra o Corinthians em 30 de maio, válido pelo Campeonato Brasileiro, o goleiro perdeu a vaga para o reserva Rafael, que atuou nas finais da Copa do Brasil e nos jogos do Campeonato Brasileiro. Sem muito espaço na equipe, Felipe acabou sendo emprestado ao Avaí.

### Avaí
Felipe chegou ao Avaí num momento conturbado do clube, pois o time catarinense estava na zona do rebaixamento e não havia vencido ainda na competição. Sua estreia pelo Leão da Ilha foi no dia 6 de julho de 2011, quando o Avaí empatou com o Bahia na Ressacada por 2 a 2, pela 8ª rodada do Campeonato Brasileiro.
Após algumas atuações sem grande brilho, quis o destino que o grande jogo viesse logo contra o Corinthians que, naquele momento, liderava a competição. Felipe fez belas defesas e ajudou o Avaí a sair com a vitória por 3–2, sendo essa a primeira vitória do time na Ressacada no campeonato. Após 27 jogos disputados e 49 gols sofridos, Felipe amargou junto com o Avaí o rebaixamento do Campeonato Brasileiro e foi dispensado um dia após o último jogo do time.

### Náutico
Em fevereiro de 2012, foi anunciado seu empréstimo até o fim do ano ao Náutico. Sobre a sua contratação, Felipe afirmou:
| “ | Estou muito feliz em assinar com o Náutico. É uma equipe de tradição no Brasil e com torcedores muito fanáticos. O time voltou à Série A do Brasileiro neste ano e farei o que for possível para ajudar o time a chegar o mais longe possível. Penso em títulos, classificação para a Libertadores 2013 ou então Sul-Americana. Quem defende o Náutico-PE tem que pensar grande. | ” |

Em janeiro de 2013, o Náutico adquiriu 35% dos direitos federativos do goleiro, que renovou com o Timbu por dois anos. No dia 27 de fevereiro, na derrota contra o Pesqueira pelo Campeonato Pernambucano, o goleiro falhou num lance crucial e o Náutico acabou perdendo por 3–2.

### Fluminense
Foi anunciado no dia 1 de outubro de 2013, assinando um contrato por empréstimo até o final de 2016 com o Fluminense. O motivo de sua contratação foi por Diego Cavalieri viajar pela Seleção Brasileira constantemente, e Kléver (goleiro reserva), não ter a confiança da diretoria para assumir essa responsabilidade.
| “ | É uma oportunidade excelente jogar pelo Fluminense. Estou muito feliz. Fui bem recebido pelo grupo e será uma honra trabalhar com Cavalieri, com quem já tive oportunidade de pela Seleção Brasileira pré-olímpica. | ” |

### Portuguesa
Após ficar sem clube, em junho de 2015, Felipe acertou com a Portuguesa até o final da temporada. No entanto, foi dispensado no dia 14 de agosto, sob a alegação de que seus salários eram elevados para o padrão do clube.

### Anápolis
Em 2016, após mais uma vez ficar sem clube, Felipe Garcia acertou com a equipe do Anápolis. Fez ótima campanha com o tricolor no Campeonato Goiano, onde acabou sendo vice campeão do torneio, ganhando o prêmio de melhor goleiro do Goianão 2016 e garantindo a equipe para a disputa do Brasileirão da Série D.

### Atlético Goianiense
Depois de uma excelente temporada no Anápolis, Felipe foi contratado pelo Atlético Goianiense para disputar a Série B de 2016. O time foi campeão do torneio, o goleiro deixou uma boa impressão ao substituir o titular Márcio e manteve-se no elenco principal para disputa da Série A em 2017, onde seria titular absoluto até sua saída para a Europa no segundo semestre.

### Moreirense
Em 2017, Felipe estava se destacando no Campeonato Brasileiro onde mais tarde, já sem o arqueiro, o Atlético Goianiense seria rebaixado para Série B. No entanto, no dia 25 de agosto foi anunciado como reforço do Moreirense, de Portugal.

### CSA
Depois de apenas dois jogos pelo Moreirense, Felipe retornou ao Brasil em junho de 2018 para a disputa da Série B pelo time do CSA. Fez parte da equipe alagoana que subiu para a Série A de 2019.

### Tombense
Em janeiro de 2019, foi contratado pelo Tombense para suprir a saída do goleiro Darley.

### Sport
No dia 2 de outubro de 2019 foi anunciado como novo reforço do Sport, vindo por empréstimo do Tombense. Recebeu a camisa 50 e foi apresentado oficialmente no dia 10 de outubro, sendo a última contratação do clube pernambucano para a Série B.

### Retorno e idolatria no Tombense
Após não disputar nenhum jogo pelo Leão, retornou ao Tombense para a temporada 2020. O clube foi destaque no Campeonato Mineiro, sendo vice-campeão, e Felipe foi escolhido para a Seleção da competição.
Em fevereiro de 2023, alcançou a marca de 150 jogos com a camisa do Tombense.
Em janeiro de 2024, na estreia do Campeonato Mineiro, no empate por 2 a 2 com o Uberlândia, atingiu a marca de 200 jogos com a camisa do Tombense e tornou-se o atleta com mais partidas na história do time de Tombos.

## Títulos
Santos
- Campeonato Paulista Sub-17: 2004
- Campeonato Paulista: 2006, 2007, 2010 e 2011
- Copa do Brasil: 2010
- Copa Libertadores da América: 2011

Atlético Goianiense
- Brasileirão Série B: 2016

Seleção Brasileira
- Campeonato Sul-Americano Sub-17: 2005

Tombense
- Campeonato Mineiro do Interior: 2020 e 2021
- Recopa Mineira: 2021 e 2022
- Troféu Inconfidência: 2023

### Prêmios individuais
Santos
- Jogador menos vazado do Campeonato Brasileiro de Juniores: 2006

Anápolis
- Melhor goleiro do Campeonato Goiano: 2016

Tombense
- Melhor goleiro do Campeonato Mineiro: 2020[36][37]

### Recordes
- Jogador com mais partidas na história do Tombense[39][40]